# 1915
1915 (MCMXV) byl rok, který dle gregoriánského kalendáře započal pátkem.

## Události

### Česko
- Založen dívčí skauting. Začíná vydávání časopisu Junák.

### Svět
- leden – bitva u Jassínu
- 13. ledna – Po sérii otřesů půdy v italském Avezzanu se zřítily budovy. zahynulo 29 000 obyvatel města.
- 6. února – byl rozpuštěn bosenský parlament (Sabor).
- 17. ledna – Drtivou porážkou Osmanské říše skončila bitva u Sarikamiše.
- 24. ledna  – V Severním moři se u Dogger Banku střetla britská a německá loďstva.
- 18. března – námořní síly Dohody utrpěly drtivou porážku v bitvě o Gallipoli, když jejich těžké hladinové lodě vpluly do minového pole, které v noci tajně položila turecká minonoska Nusret. Ztráta tří bitevních lodí ukončila snahy Dohody zlomit odpor turecké obrany Dardanel ostřelováním z moře.
- 22. března – Rakousko-uherská pevnost Přemyšl kapitulovala po několikaměsíčním obléhání ruskou armádou. Do zajetí padlo na 117 tisíc vojáků.
- 22. dubna – turecká policie pozatýkala 235 příslušníků arménské inteligence kteří byli následně bez soudu zavražděni; tato událost se považuje za začátek turecké genocidy proti Arménům.
- 7. května – Zaoceánský parník RMS Lusitania byl poblíž irského pobřeží potopen německou ponorkou U20. Neštěstí si vyžádalo téměř 1200 životů.
- 9. května – vítězná bitva československých legionářů u francouzského Arrasu (rota Na zdar!).
- 27. června – Německo anektovalo Moresnet.
- 28. července – Započala americká okupace Haiti, která trvala až do roku 1934.
- 26. srpen – vstup Itálie do války na straně spojenců.
- 5.–8. září – Ve švýcarském Zimmerwaldu se odehrála konference protiválečně smýšlejících socialistických politiků,
- 22. října – V Clevelandu v Ohiu byla mezi zástupci Čechů a Slováků uzavřena tzv. Clevelandská dohoda, v níž byla přislíbena autonomie Slovenska v rámci budoucího československého státu.
- 23. prosince – Zaoceánský parník HMHS Britannic se vydal na svoji panenskou plavbu.
- Rakousko-Uhersko, znovu získalo Lvov.
- Německo obsadilo Vilnius.

## Vědy a umění
- 3. května – Kanadský voják a chirurg John McCrae napsal slavnou báseň V polích flanderských. Poprvé byla báseň vydána v prosinci 1915 v časopise Punch.
- 24. listopadu – Bedřich Hrozný oznámil Předasijské společnosti v Berlíně, že rozluštil chetitštinu, mrtvý jazyk psaný klínovým písmem
- Albert Einstein publikoval obecnou teorii relativity
- Hans Leip napsal text písně Lili Marleen
- Byl popsán největší dnes známý teropod (masožravý dinosaurus) Spinosaurus, objevený v roce 1912 v Egyptě německým paleontologem Ernstem Stromerem.
- První vzdušné spojení spojilo východní a západní pobřeží USA. Délka vedení mezi New Yorkem a San Franciskem byla 5500 km.
- J. N. Reynolds vynalezl křížový spínač, který v roce 1923 použil J. Betulander v telefonní ústředně.

## Sport
- 24. listopadu – Ministerstvo vnitra Rakousko-Uherska rozpustilo Českou obec sokolskou za "pěstování intenzivních styků s cizinou."

## Nobelova cena
- Nobelova cena za fyziku – William Henry Bragg a jeho syn William Lawrence Bragg – vypracovali metodu výzkumu struktury krystalů
- Nobelova cena za fyziologii a lékařství – nebyla v tomto roce udělena
- Nobelova cena za chemii – Richard Willstätter
- Nobelova cena za literaturu – Romain Rolland za román Jan Kryštof
- Nobelova cena za mír – nebyla v tomto roce udělena (vzhledem k válečným událostem)

## Narození

### Česko
- 1. ledna – Josef Kratochvil, spisovatel, skautský činitel a vysokoškolský pedagog († 26. května 2001)
- 4. ledna – Adolf Opálka, voják, velitel skupiny Out Distance († 18. června 1942)
- 12. ledna
  - Arnošt Steiner, český voják, válečný hrdina († 9. října 1982)
  - Štefan Košina, československý voják a příslušník výsadku Manganese († 28. listopadu 1983)
- 14. ledna – Rudolf Šmejkal, československý fotbalový reprezentant († 8. listopadu 1972)
- 15. ledna – Metoděj Zemek, kněz, historik a archivář († 18. října 1996)
- 17. ledna – Ladislav Trpkoš, československý basketbalista († 30. listopadu 2004)
- 23. ledna – Josef Zeman, československý fotbalový reprezentant († 3. května 1999)
- 24. ledna – Vítězslava Kaprálová, skladatelka a dirigentka († 16. června 1940)
- 1. února – Artur London, komunistický politik, diplomat a publicista († 7. listopadu 1986)
- 4. února – Josef Vanc, voják a příslušník výsadku Carbon († 7. května 1944)
- 8. února – Vojtěch Tkadlčík, římskokatolický teolog († 25. prosince 1997)
- 21. února – Josef Filipec, jazykovědec († 7. dubna 2001)
- 27. února
  - Karel Solařík, malíř († 29. března 2007)
  - Miloslav Holub, herec, režisér, divadelní ředitel a pedagog († 12. března 1999)
- 4. března – Jan Hrubý, příslušník výsadku Bioscop († 18. června 1942)
- 5. března – Ferdinand Höfer, knihkupec, archivář († 24. dubna 2009)
- 8. března
  - Gabriela Dubská, knižní grafička, ilustrátorka a malířka († 22. srpna 2003)
  - Drahomír Vaňura, voják a příslušník výsadku Manganese († 2. listopadu 1944)
- 12. března
  - Jiří Mucha, prozaik, publicista a scenárista, syn Alfonse Muchy († 5. dubna 1991)
  - Adolf Staňura, esperantista († 16. března 2004)
- 14. března – Ondřej Petrů, teolog, profesor církevního práva, překladatel Nového zákona († 6. prosince 1970)
- 26. března – Josef Stehlík, stíhací pilot († 30. května 1991)
- 31. března – František Ferda, kněz a léčitel († 7. srpna 1991)
- 4. dubna – Jan Drda, politik a spisovatel († 28. listopadu 1970)
- 9. dubna – Prokop Málek, lékař, šéfredaktor časopisu Vesmír († 30. září 1992)
- 20. dubna – Miroslav Křičenský, voják a příslušník výsadku Iridium († 15. března 1943)
- 28. dubna – Jiří Kozderka, operní pěvec († 2010)
- 2. května – Jan Hanuš, hudební skladatel († 30. července 2004)
- 3. května – Jan Zemek, voják a příslušník výsadku Silver B († 6. července 1994)
- 8. května – Antonín Němeček, za protektorátu pomocník radiotelegrafistů ilegální organizace ÚVOD († 12. února 1942)
- 9. května
  - Drahomíra Tikalová, operní pěvkyně – sopranistka († 14. března 1997)
  - Vítězslav Vejražka, herec († 8. června 1973)
- 11. května – Rudolf Barák, komunistický ministr vnitra († 12. srpna 1995)
- 16. května – Jan Zborovský, varhaník a hudební skladatel
- 17. května – Jaroslav Simonides, překladatel († 25. května 1996)
- 20. května – Viktorie Švihlíková, klavíristka, cembalistka a hudební pedagožka († 11. srpna 2010)
- 30. května – Stanislav Kyselák, varhaník a hudební skladatel († 25. února 1983)
- 16. června
  - Rudolf Kirs, violoncellista († 8. července 1963)
  - Josef Červinka, rozhlasový režisér, herec a překladatel († 23. srpna 2003)
- 22. června – Ladislav Pokorný, teolog, kněz, liturgista a spisovatel († 12. května 2000)
- 1. července
  - Rudolf Pernický, voják, předseda Konfederace politických vězňů České republiky († 21. prosince 2005)
  - Josef Zlámal, kněz a převor Maltézského řádu († 22. prosince 2008)
- 2. července – Miroslav Špot, voják a příslušník výsadku Iridium († 15. března 1943)
- 6. července – Herberta Masaryková, vnučka T. G. Masaryka († 30. září 1996)
- 14. července – Věra Kočvarová, česká zpěvačka a spoluzakladatelka Sester Allanových († 20. října 2013)
- 15. července – František Vitásek, kněz, chrámový hudebník a skladatel († 12. června 1979)
- 22. července – Josef Šebánek, filmový herec († 13. března 1977)
- 27. července – Josef Slepička, malíř
- 3. srpna – Lumír Čivrný, básník a politik († 8. prosince 2001)
- 6. srpna – Bohumír Fiala, lékař a spisovatel († 27. června 1979)
- 10. srpna – Jan Lukas, fotograf († 28. srpna 2006)
- 14. srpna
  - Miroslav Venhoda, hudební skladatel a teoretik, dirigent († 10. května 1987)
  - Inka Zemánková, swingová zpěvačka a herečka († 23. května 2000)
- 26. srpna – Karel Veselý-Jilemský, hudební skladatel († 24. března 1945)
- 8. září
  - Ludmila Pelikánová, herečka a recitátorka († 6. října 1993)
  - Jan Smudek, hrdina protinacistického odboje († 17. listopadu 1999)
- 10. září – Jakub Blacký, bojovník proti nacismu i komunismu († 3. února 2009)
- 15. září – Ivan Poldauf, jazykovědec († 9. srpna 1984)
- 16. září – Karel Souček, malíř († 26. listopadu 1982)
- 20. září – Drahoš Jirotka, československý hokejový reprezentant († ? 1982)
- 2. října – Josef Paukert, malíř († ? 1991)
- 15. října
  - Zdeněk Tomáš, dirigent a sbormistr († 29. října 1999)
  - Božena Šustrová, filmová herečka († 15. listopadu 2008)
- 16. října – Jiří Bečka, orientalista, spisovatel a překladatel († 21. prosince 2004)
- 18. října – František Daniel Merth, katolický kněz a spisovatel († 11. dubna 1995)
- 25. října – Antonín Ulrich, hudebník, skladatel a pedagog († 15. července 1995)
- 28. října – Karel Míšek, český tvůrce písma, typograf a pedagog († 27. ledna 2009)
- 30. října – Pavel Kropáček, český historik umění († 27. února 1943)
- 31. října – František Hájek, psychiatr († 7. ledna 2001)
- 2. listopadu – Stanislav Augusta, český básník, regionální spisovatel († 23. července 1990)
- 11. listopadu – Jan Říha, československý fotbalový reprezentant († 15. prosince 1995)
- 17. listopadu – Pavel Spálený, český herec († 6. července 1985)
- 3. prosince – Richard Tesařík, generálmajor, Hrdina Sovětského svazu († 27. března 1967)
- 7. prosince – Jan Martinec, dramatik, publicista, prozaik a překladatel († 29. srpna 1995)
- 16. prosince – Josef Polišenský, historik († 11. ledna 2001)
- 29. prosince
  - Oldřich Kapler, přírodovědec († 4. března 1998)
  - Karel Paťha, překladatel, autor povídek († 22. listopadu 1984)

### Svět
- 1. ledna

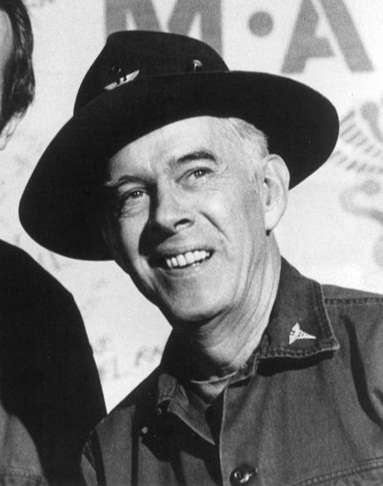
Harry Morgan (* 10. dubna)

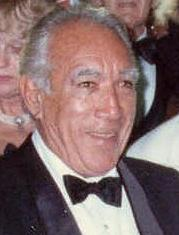
Anthony Quinn (* 21. dubnal)

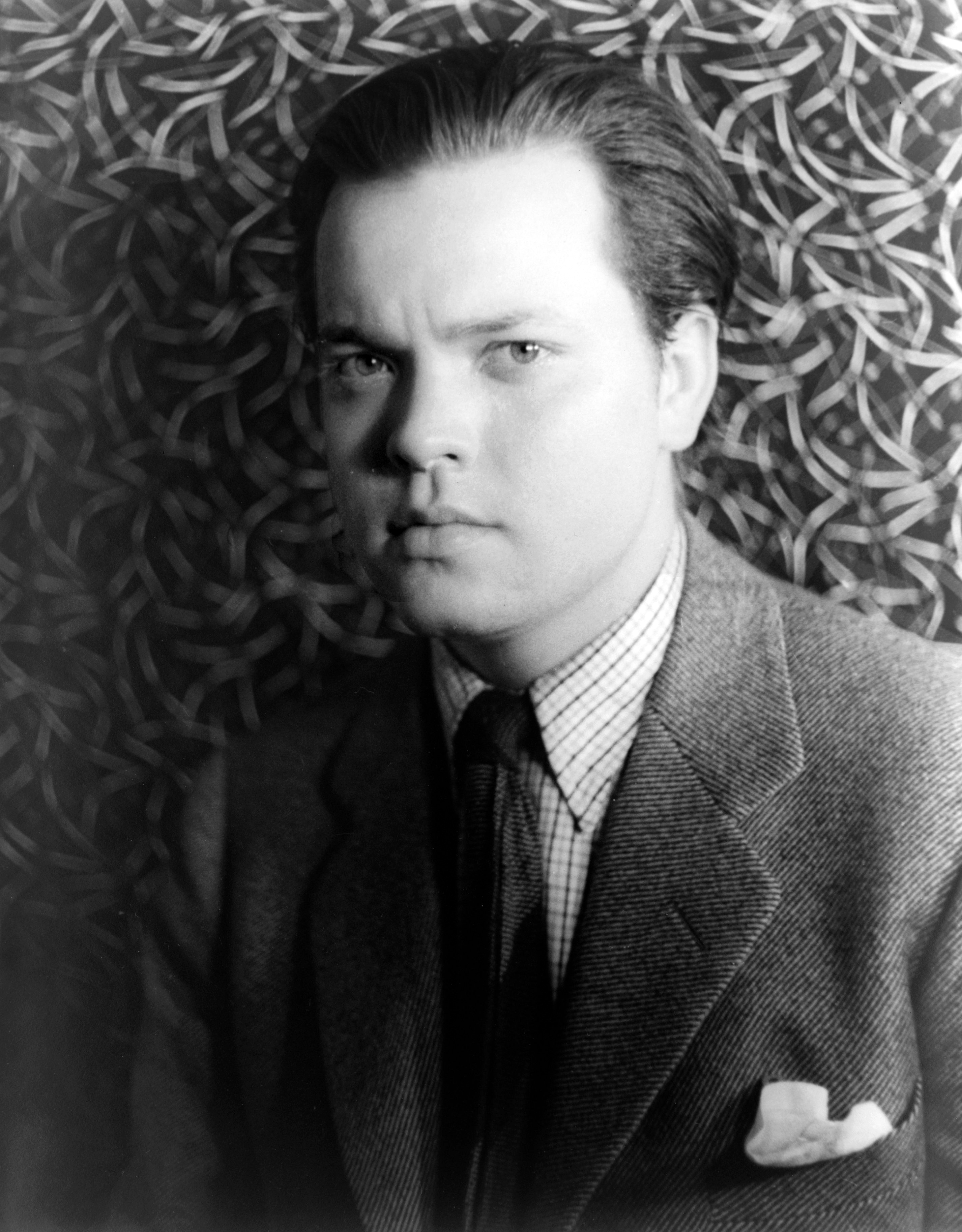
Orson Welles (* 6. května)

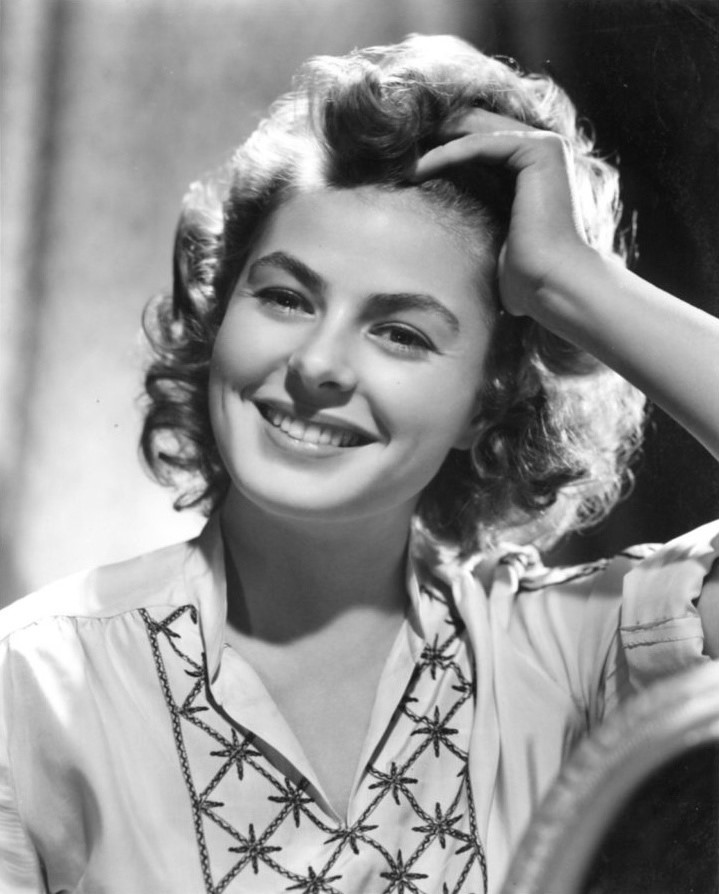
Ingrid Bergmanová (* 29. srpna)

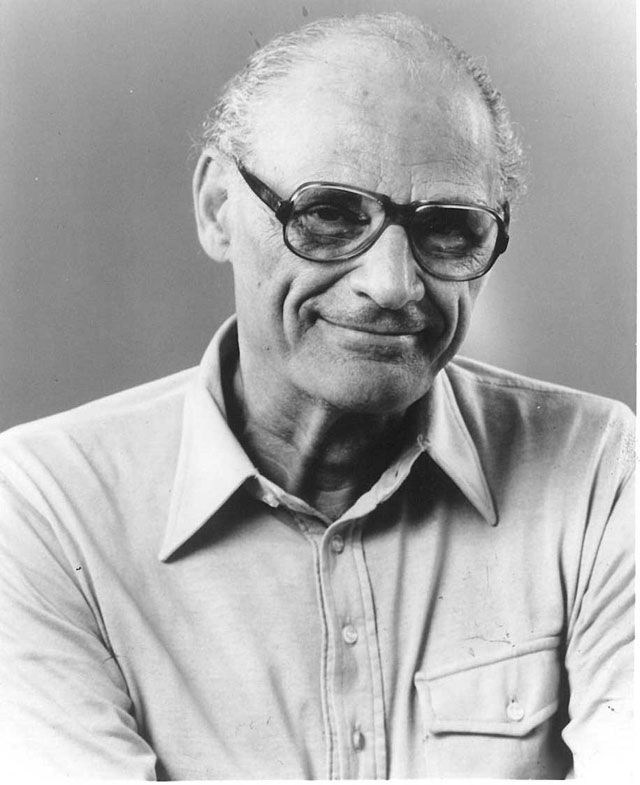
Arthur Miller (* 17. října)

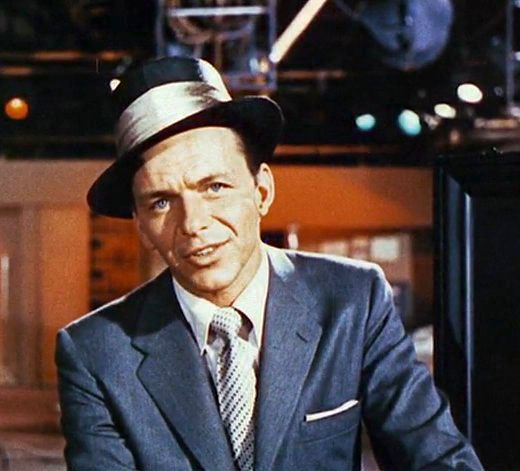
Frank Sinatra (* 12. prosince)

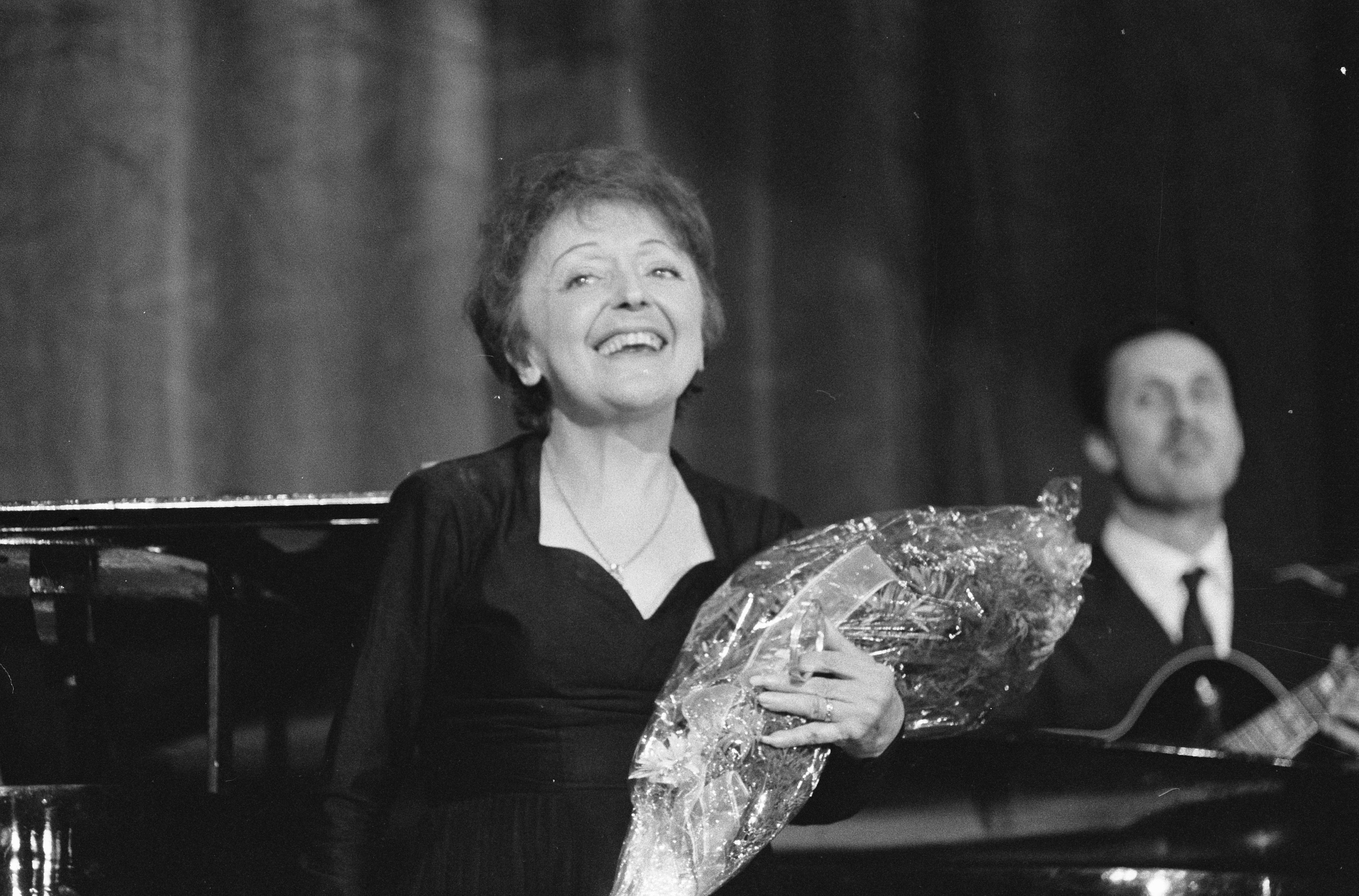
Édith Piaf (* 19. prosince)

  - Branko Ćopić, srbský spisovatel a básník († 26. března 1984)
  - Józef Światło, polský emigrant, pracovník CIA († 2. září 1994)
- 4. ledna
  - Marie-Louise von Franz, švýcarská psycholožka († 17. února 1998)
  - Titus Zeman, slovenský kněz, oběť komunismu († 8. ledna 1969)
- 6. ledna
  - Ibolya Csáková, maďarská olympijská vítězka ve skoku do výšky († 9. února 2006)
  - John Lilly, americký psychoanalytik, filozof a spisovatel († 30. září 2001)
  - Alan Watts, anglický básník, filozof a spisovatel († 16. listopadu 1973)
- 9. ledna – Herbert Huncke, americký spisovatel a básník († 8. srpna 1996)
- 10. ledna – Buddy Johnson, americký jazzový klavírista († 9. února 1977)
- 13. ledna – Felix Vašečka, slovenský odbojář a komunistický politik († 7. září 2001)
- 14. ledna – André Frossard, francouzský katolický spisovatel, publicista a filozof († 2. února 1995)
- 18. ledna – Santiago Carrillo, španělský politik († 18. září 2012)
- 20. ledna – C. W. Ceram, německý novinář a spisovatel († 12. dubna 1972)
- 23. ledna
  - Herma Baumová, rakouská olympijská vítězka v hodu oštěpem († 9. února 2003)
  - Arthur Lewis, britský ekonom, Nobelova cena 1979 († 15. června 1991)
- 24. ledna – Robert Motherwell, americký malíř († 16. července 1991)
- 30. ledna – John Profumo, britský politik († 9. března 2006)
- 31. ledna – Alan Lomax, americký muzikolog a folklorista († 19. července 2002)
- 1. února
  - Stanley Matthews, legenda anglické i světové kopané († 23. února 2000)
  - Viktor Šem-Tov, ministr izraelských vlád († 8. března 2014)
- 2. února – Abba Eban, ministr zahraničních věcí Izraele († 17. listopadu 2002)
- 5. února – Robert Hofstadter, americký fyzik, Nobelova cena za fyziku 1961 († 17. listopadu 1990)
- 8. února
  - Rudolf Fabry, slovenský básník a spisovatel († 11. února 1982)
  - Robert Rakouský-d'Este, rakouský arcivévoda († 7. února 1996)
- 11. února – Richard Hamming, americký informatik († 7. ledna 1998)
- 15. února – Haruo Umezaki, japonský prozaik († 19. června 1965)
- 21. února
  - Godfrey Brown, britský atlet, olympijský vítěz († 4. února 1995)
  - Anton Vratuša, slovinský politik a diplomat († 30. července 2017)
- 23. února – Paul Tibbets, americký pilot, který shodil na Hirošimu atomovou bombu († 1. listopadu 2007)
- 25. února – Alla Alexandrovna Andrejevová, ruská výtvarnice, žena básníka a mystika Daniila Andrejeva († 29. dubna 2005)
- 28. února – Karl Leisner, německý mučedník, blahoslavený († 12. srpna 1945)
- 2. března – Lona Andre, americká herečka († 18. září 1992)
- 3. března – Piet de Jong, premiér Nizozemska († 27. července 2016)
- 4. března
  - Pavel Bunčák, slovenský básník a literární vědec († 5. ledna 2000)
  - László Csatáry, nacistický zločinec maďarského původu († 10. srpna 2013)
- 5. března – Laurent Schwartz, francouzský matematik († 4. července 2002)
- 7. března – Jacques Chaban-Delmas, premiér Francie († 10. listopadu 2000)
- 11. března – Joseph Carl Robnett Licklider, americký informační vědec († 26. června 1990)
- 16. března – Kunihiko Kodaira, japonský matematik († 26. července 1997)
- 17. března – Mária Kišonová-Hubová, slovenská operní pěvkyně († 11. srpna 2004)
- 20. března
  - Rudolf Kirchschläger, prezident Rakouska († 30. března 2000)
  - Svjatoslav Richter, ruský klavírista († 1. srpna 1997)
- 23. března – Vasilij Zajcev, sovětský odstřelovač († 15. prosince 1991)
- 30. března – Francisco Sabaté Llopart, katalánský anarchista († 5. ledna 1960)
- 1. dubna – Hans Liebherr, německý vynálezce a zakladatel koncernu Liebherr († 7. října 1993)
- 4. dubna – Muddy Waters, americký bluesový muzikant († 30. dubna 1983)
- 6. dubna
  - Tadeusz Kantor, polský výtvarník, divadelní režisér († 8. prosince 1990)
  - Júsaku Kamekura, japonský grafický designér († 11. května 1997)
- 7. dubna
  - Henry Kuttner, americký spisovatel science fiction († 4. února 1958)
  - Billie Holiday, americká jazzová zpěvačka († 17. července 1959)
- 10. dubna – Harry Morgan, americký herec († 7. prosince 2011)
- 12. dubna – Hound Dog Taylor, americký bluesový kytarista a zpěvák († 17. prosince 1975)
- 17. dubna – Joe Foss, americký letec, guvernér Jižní Dakoty († 1. ledna 2003)
- 18. dubna – Edmond Leburton, premiér Belgie († 18. června 1997)
- 21. dubna
  - Garrett Hardin, americký ekolog († 14. září 2003)
  - Anthony Quinn, mexicko-americký herec, malíř a scenárista († 3. června 2001)
- 1. května – Archie Williams, americký olympijský vítěz v běhu na 400 metrů z roku 1936 († 24. června 1993)
- 6. května – Orson Welles, americký režisér, scenárista, herec a producent († 10. října 1985)
- 12. května – Roger Schütz, švýcarský teolog, zakladatel komunity Taizé († 16. srpna 2005)
- 15. května – Paul A. Samuelson, americký ekonom, Nobelova cena za ekonomii 1970 († 13. prosince 2009)
- 16. května – Mario Monicelli, italský filmový režisér a scenárista († 29. listopadu 2010)
- 20. května – Moše Dajan, izraelský generál a politik († 16. října 1981)
- 25. května – Dillwyn Miles, velšský spisovatel a historik († 1. srpna 2007)
- 28. května – Joseph Greenberg, americký antropolog a lingvista († 7. května 2001)
- 2. června – Tapio Wirkkala, finský designér a sochař († 19. května 1985)
- 4. června
  - Modibo Keïta, jediný prezident Federace Mali († 16. května 1977)
  - Günther Sabetzki, prezident Mezinárodní hokejové federace († 21. června 2000)
- 5. června – Miroslav Filipović, ustašovský vojenský kaplan, válečný zločinec († 29. června 1946)
- 9. června – Les Paul, americký jazzový kytarista († 13. srpna 2009)
- 11. června – Saul Bellow, americký spisovatel († 5. dubna 2005)
- 13. června – Don Budge, americký tenista († 26. ledna 2000)
- 15. června – Thomas Huckle Weller, americký bakteriolog, Nobelova cena 1954 († 23. srpna 2008)
- 16. června – Mariano Rumor, premiér Itálie († 22. ledna 1990)
- 19. června – M. Z. Thomas, německý psychoterapeut a spisovatel
- 24. června – Fred Hoyle, britský astronom († 20. srpna 2001)
- 26. června
  - Walter Farley, americký spisovatel († 16. října 1989)
  - Mauno Manninen, finský ředitel divadla, malíř a básník († 14. září 1969)
- 1. července
  - Alun Lewis, velšský básník († 5. března 1944)
  - Willie Dixon, americký bluesový hudebník, zpěvák a skladatel († 29. ledna 1992)
- 2. července – Rudolf Hruska, rakouský konstruktér a designér automobilů († 4. prosince 1995)
- 5. července – John Woodruff, americký olympijský vítěz v běhu na 800 metrů z roku 1936 († 30. října 2007)
- 9. července – David Diamond, americký hudební skladatel († 13. června 2005)
- 11. července – Yul Brynner, rusko-americký divadelní a filmový herec († 10. října 1985)
- 17. července – Arthur Rothstein, americký novinářský fotograf († 11. listopadu 1985)
- 28. července – Charles Hard Townes, americký fyzik, Nobelova cena za fyziku 1964 († 27. ledna 2015)
- 29. července – Horst Grund, německý fotograf a kameraman († 8. května 2001)
- 30. července – Rachel Bromwichová, britská filoložka († 15. prosince 2010)
- 6. srpna – Geraldine Apponyi, uherská princezna a albánská královna († 22. října 2002)
- 9. srpna
  - Michael Young, britský sociolog a politik († 14. ledna 2002)
  - Jehošua Bar-Hillel, izraelský filozof, matematik a lingvista († 25. září 1975)
- 14. srpna
  - Mary Fedden, britská malířka († 22. června 2012)
  - Derek Prince, britský kazatel († 24. září 2003)
- 15. srpna – Signe Hasso, švédská herečka, spisovatelka a skladatelka († 7. června 2002)
- 23. srpna
  - Ludvík Cupal, voják a příslušník výsadkové operace Tin († 15. ledna 1943)
  - Antonio Innocenti, italský kardinál († 6. září 2008)
- 24. srpna – James Tiptree mladší, pseudonym americké spisovatelky († 19. května 1987)
- 27. srpna – Norman Foster Ramsey, americký fyzik, Nobelova cena za fyziku 1989 († 4. listopadu 2011)
- 28. srpna – Ján Rak, slovenský básník a překladatel († 6. října 1969)
- 29. srpna – Ingrid Bergmanová, švédská herečka († 29. srpna 1982)
- 3. září – Memphis Slim, americký bluesový zpěvák a klavírista († 24. února 1988)
- 6. září – Franz Josef Strauß, ministerský předseda Svobodného státu Bavorsko († 3. října 1988)
- 9. září – Gózó Šioda, japonský mistr aikida († 17. července 1994)
- 15. září – Al Casey, americký swingový kytarista († 11. září 2005)
- 16. září – Stěpan Vasiljevič Červoněnko, sovětský politik a diplomat († 11. července 2003)
- 23. září – Clifford Shull, americký fyzik, Nobelova cena za fyziku 1994 († 31. března 2001)
- 26. září
  - Frank Brimsek, americký hokejista († 11. listopadu 1998)
  - Joe Fry, britský konstruktér superrychlých vozů († 29. července 1950)
  - Gide'on Hausner, izraelský generální prokurátor († 15. listopadu 1990)
- 1. října – Jerome Bruner, americký psycholog († 15. června 2016)
- 8. října – Serge Sazonoff, francouzský fotograf († 24. ledna 2012)
- 9. října – Belva Plain, americká spisovatelka († 12. října 2010)
- 10. října – Harry Edison, americký jazzový trumpetista († 27. července 1999)
- 11. října – T. Llew Jones, velšský spisovatel dětských knih († 9. ledna 2009)
- 14. října – Loris Francesco Capovilla, italský kardinál († 26. května 2016)
- 15. října – Jicchak Šamir, premiér Izraele († 30. června 2012)
- 17. října – Arthur Miller, americký dramatik († 10. února 2005)
- 22. října
  - Karol Cengel, slovenský preparátor († 16. března 1987)
  - Sydney S. Shulemson, kanadský stíhací pilot (25. ledna 2007)
- 24. října – Bob Kane, americký komiksový kreslíř († 3. listopadu 1998)
- 29. října – Vermont Garrison, americký vojenský pilot († 14. února 1994)
- 2. listopadu
  - Franz Grasberger, rakouský muzikolog a knihovník († 25. října 1981)
  - Douglas Lilburn, novozélandský hudební skladatel († 6. června 2001)
- 8. listopadu – Tapio Rautavaara, finský zpěvák, sportovec a herec († 25. září 1979)
- 9. listopadu – Sargent Shriver, americký politik († 18. ledna 2011)
- 12. listopadu – Roland Barthes, francouzský literární kritik a teoretik, filozof a sémiotik († 25. března 1980)
- 15. listopadu – David Stirling, zakladatel Special Air Service († 4. listopadu 1990)
- 22. listopadu – Norman Dalkey, americký matematik († 22. února 2004)
- 25. listopadu – Augusto Pinochet, prezident Chile († 10. prosince 2006)
- 27. listopadu – Alexis Vlasto, britský slavista († 20. července 2000)
- 28. listopadu – Konstantin Michajlovič Simonov, sovětský spisovatel, básník, dramatik a překladatel († 28. srpna 1979)
- 30. listopadu – Henry Taube, americký chemik, Nobelova cena za chemii 1983 († 16. listopadu 2005)
- 4. prosince – Eddie Heywood, americký jazzový klavírista († 3. ledna 1989)
- 7. prosince – Eli Wallach, americký herec († 24. června 2014)
- 12. prosince – Frank Sinatra, americký zpěvák a herec († 14. května 1998)
- 13. prosince
  - Curd Jürgens, rakouský divadelní a filmový herec († 18. června 1982)
  - Ross Macdonald, americký spisovatel († 11. července 1983)
- 14. prosince – Frantz Casseus, haitský kytarista a hudební skladatel († 21. června 1993)
- 15. prosince – Simcha Erlich, ministr financí Izraele († 19. června 1983)
- 17. prosince – Robert A. Dahl, americký profesor politologie († 6. února 2014)
- 19. prosince – Édith Piaf, francouzská šansoniérka († 11. října 1963)
- 20. prosince
  - Aziz Nesin, turecký spisovatel († 6. července 1995)
  - Noël Browne, irský politik († 21. května 1997)
- 24. prosince – Svetloslav Veigl, slovenský kněz a básník († 17. února 2010)
- 25. prosince – Pete Rugolo, americký jazzový aranžér a skladatel († 16. října 2011)
- ? – John Carver Meadows Frost, britský letecký konstruktér († 9. října 1979)
- ? – Elijahu Gil'adi, jeden z velitelů odbojové skupiny Lechi († 1943)
- ? – Avraham Harman, izraelský diplomat a rektor Hebrejské univerzity v Jeruzalémě († 1992)
- ? – Ahmad Kaftáru, syrský muftí († 1. září 2004)
- ? – Gerhard Müller, švýcarský konstruktér a vynálezce († 1985)
- ? – Irving Rusinow, americký fotograf († 2. srpna 1990)
- ? – Šlomo Šamir, izraelský generál († 19. května 2009)

## Úmrtí

### Česko
- 6. ledna – Karl Moritz Zedtwitz, šlechtic a politik německé národnosti (* 18. února 1830)
- 9. ledna – Antonin Foerster, slovinský klavírní virtuos českého původu (* 25. května 1867)
- 11. ledna – Jan Hřímalý, houslista a hudební pedagog (* 13. dubna 1844)
- 18. ledna – František Niklfeld, poslanec Českého zemského sněmu a starosta Přibyslavi (* 8. prosince 1841)
- 17. února – Stanislaus von Prowazek, český zoolog a parazitolog (* 12. ledna 1875)

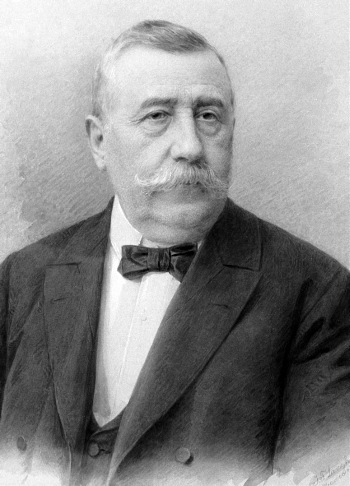
Antonín Petrof († 7. září)

- Antonín Petrof († 7. září)24. února – Eduard von Eltz, rakouský a český politik německé národnosti (* 2. července 1836)
- 9. března – Jan Bezděk, český mykolog (* 16. května 1858)
- 15. března – Herbert Masaryk, český malíř, syn prezidenta Tomáše Garrigue Masaryka (* 1. května 1880)
- 21. března – Karel Habětínek, předlitavský vysokoškolský pedagog, soudce a politik (* 2. března 1830)
- 25. března – Rudolf Jaroslav Kronbauer, český novinář a spisovatel (* 17. června 1864)
- 29. března – Josef Štěpánek, historik a spisovatel (* 7. června 1842)
- 1. dubna – Johann Joseph Abert, česko-německý hudební skladatel (* 20. září 1832)
- 28. dubna – Otakar Červinka, český básník (* 25. září 1846)
- 7. května
  - Eduard Bartoníček, hudební skladatel (* 31. srpna 1855)
  - Josef Kudrna, popravený voják (* 1. prosince 1881)
- 9. května – Jaroslav Věšín, malíř českého původu (* 23. května 1859)
- 11. května – Josef Šmaha, herec a režisér (* 2. srpna 1848)
- 15. května – Josef Dědeček, český pedagog a botanik (* 23. listopadu 1843)
- 17. května – Jan Váňa, český filolog (* 1. března 1848)
- 25. května – Heinrich Reiniger, poslanec Českého zemského sněmu a starosta Mariánských Lázní (* 15. února 1860)
- 9. června – Jan Rataj, český zemědělec a politik (* 14. července 1855)
- 10. června – Antonín Popp, český sochař, medailér (* 30. července 1850)
- 11. června – Oskar Pollak, historik umění (* 5. září 1883)
- 24. června – Karel Kamínek, český spisovatel (* 3. listopadu 1868)
- 29. června – František Xaver Marat, generál a velmistr řádu Křižovníků s červenou hvězdou (* 22. října 1849)
- 18. července – Josef Karlík, poslanec Českého zemského sněmu, starosta Blovic (* 26. února 1844)
- 22. července – František Taufer, moravský básník a prozaik (* 2. dubna 1885)
- 3. srpna – František Štěpán Kott, český pedagog, lexikograf a překladatel (* 26. prosince 1825)
- 4. srpna – Gustav Zoula, český sochař (* 9. srpna 1871)
- 9. srpna
  - Antonín Petrof, český podnikatel, zakladatel firmy Petrof (* 8. září 1839)
  - Hynek Pelc, lékař, organizátor zdravotní péče (* 31. července 1844)
- 18. srpna – August Prokop, architekt a restaurátor (* 15. srpna 1838)
- 31. srpna – Karl Ungermann, rakouský a český politik (* 18. listopadu 1852)
- 7. září – Antonín Petrof, podnikatel (* 15. srpna 1839)
- 8. září – František Adolf Šubert, český dramatik, ředitel Národního divadla (* 27. březen 1849)
- 12. září
  - Karel Frič, český obchodník, překladatel a podnikatel (* 17. května 1834)
  - Josef Smolík, matematik, numismatik a historik (* 5. listopadu 1832)
- 13. října – Josef Soukup, autor soupisů památek Pelhřimovska a Písecka (* 25. července 1854)
- 16. října – Josef Bernat, kanovník Katedrální kapituly u sv. Štěpána v Litoměřicích (* 5. září 1835)
- 23. října – Alois Elhenický, český stavitel, architekt a politik (* 7. června 1844)
- 28. října – Bohumil Adámek, český básník a dramatik (* 8. listopadu 1848)
- 25. listopadu – František Saleský Bauer, arcibiskup olomoucký (* 26. ledna 1841)
- 2. prosince – Jan Malát, hudební skladatel, pedagog, sběratel lidových písní (* 16. června 1843)
- 3. prosince – Theodor Kohn, arcibiskup olomoucký (* 22. března 1845)
- 9. prosince – Viktor Foerster, český malíř (* 26. srpna 1867)
- 24. prosince – Blažej Mixa, český politik (* 2. února 1834)
- 29. prosince – František Nábělek, pedagog, fyzik a astronom (* 3. března 1852)
- ? – Ladislav Pfuster, český básník a překladatel (* 20. listopadu 1881)

### Svět

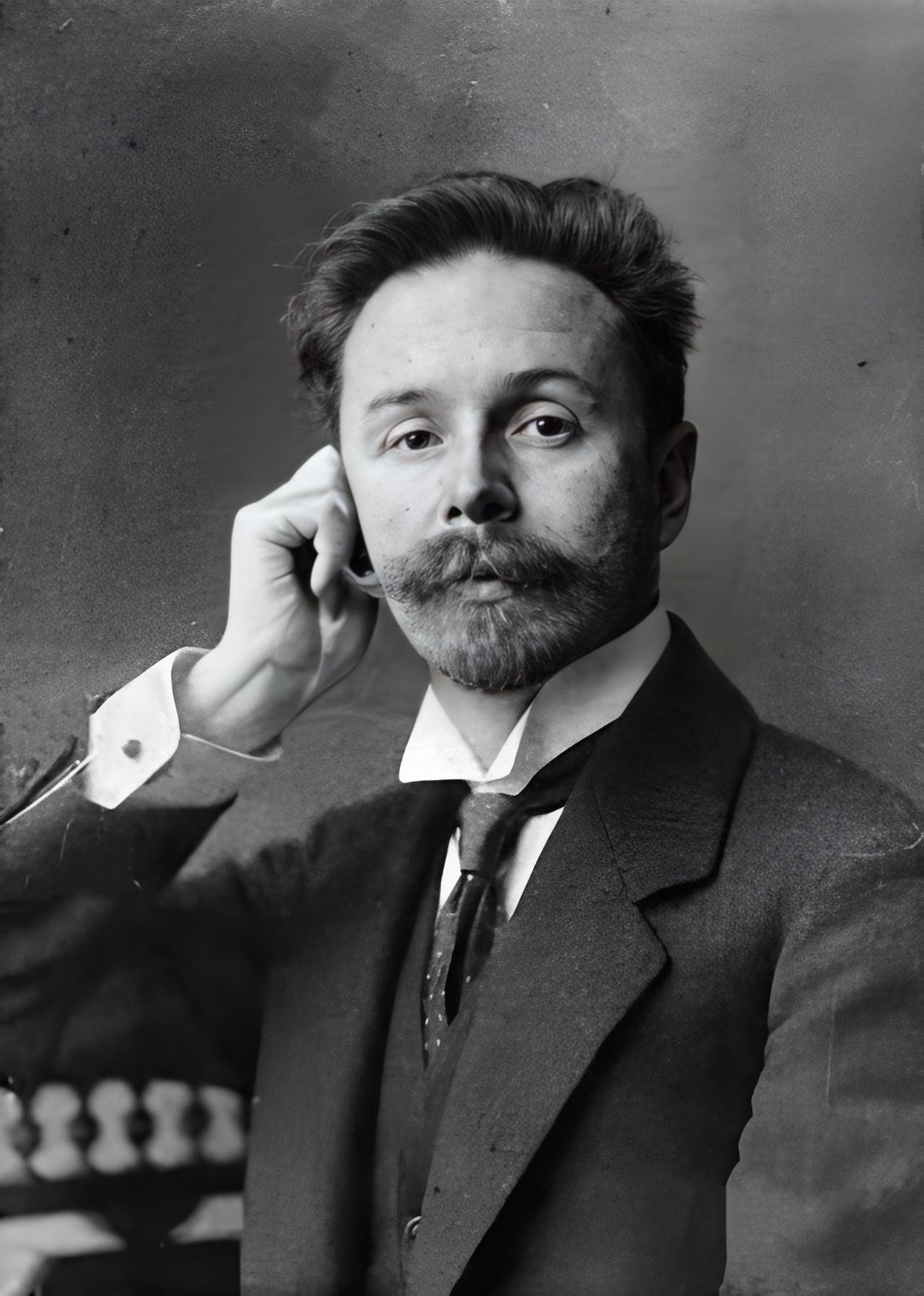
Alexandr Nikolajevič Skrjabin († 27. dubna)

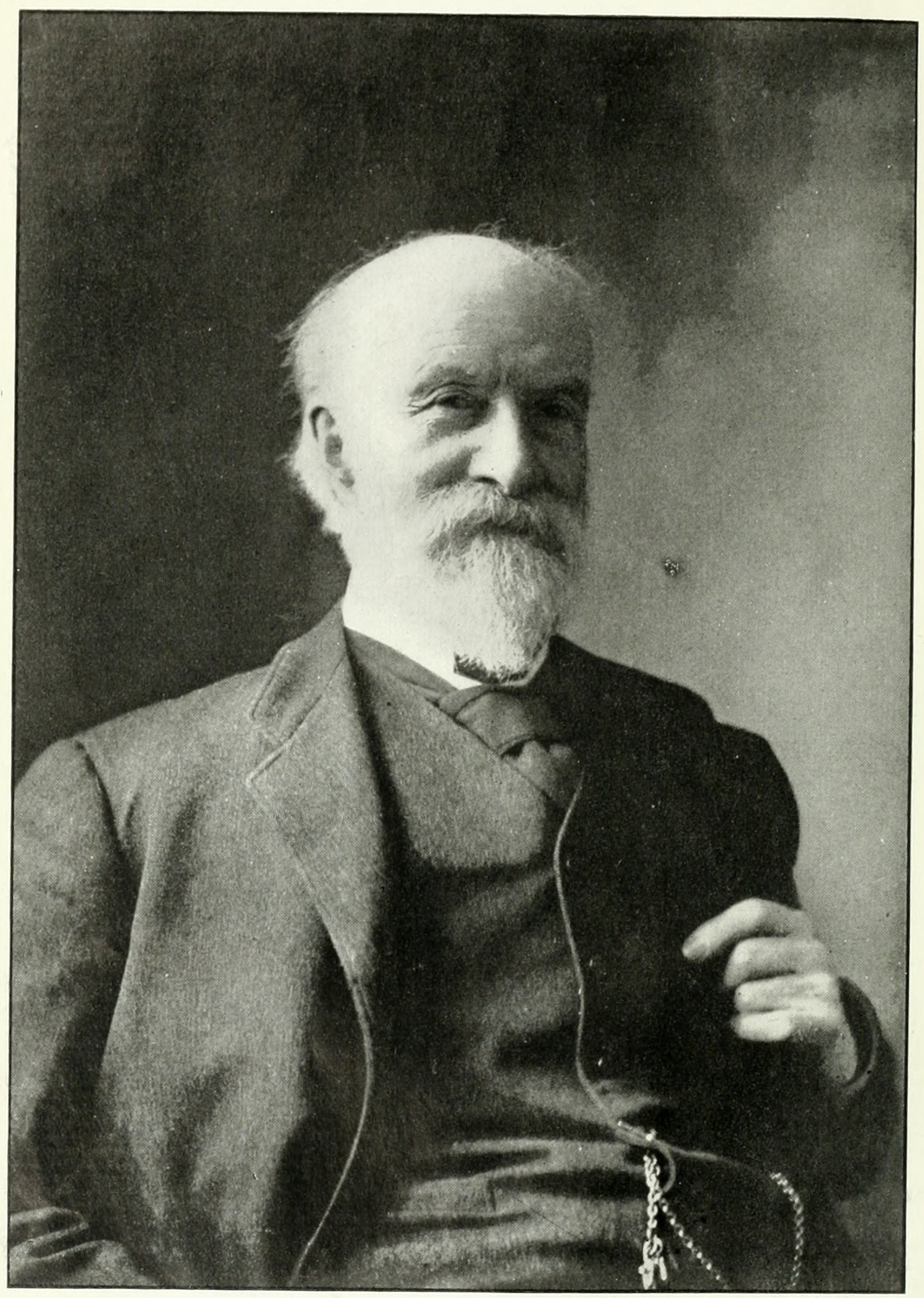
Sandford Fleming († 22. července)

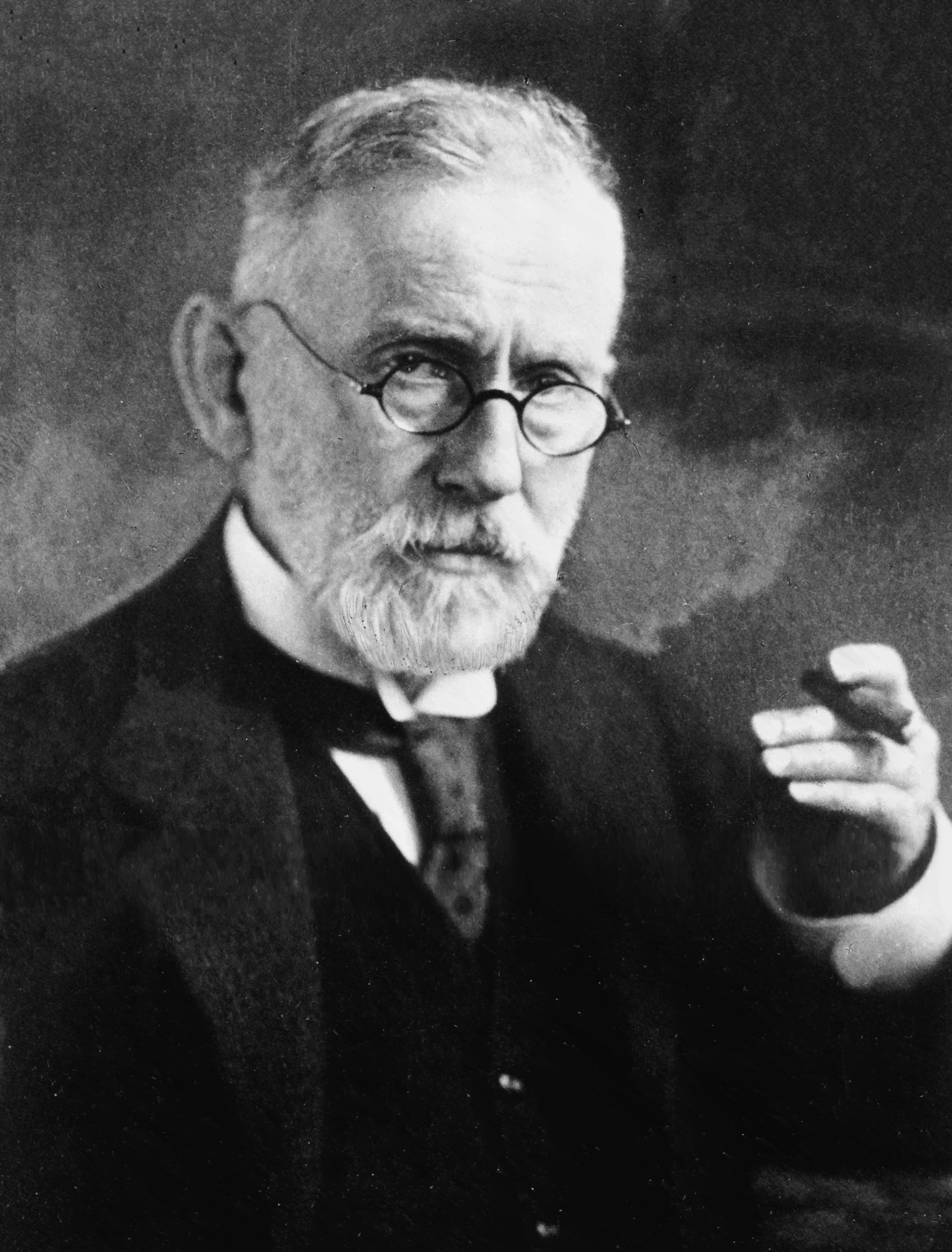
Paul Ehrlich († 20. srpna)

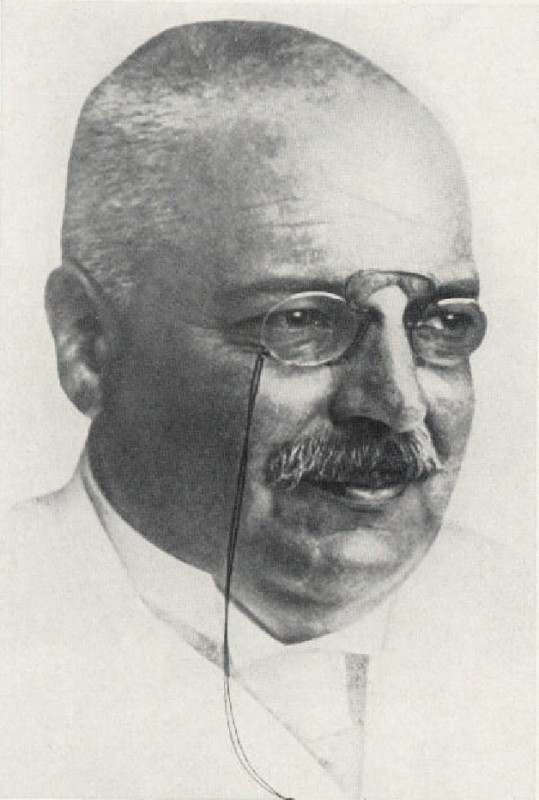
Alois Alzheimer († 19. prosince)

- 2. ledna – Armand Peugeot, francouzský průkopník automobilismu (* 26. března 1849)
- 12. ledna – Émile Amélineau, francouzský architekt a egyptolog (* 1850)
- 16. ledna – Arkadij Maximovič Abaza, ruský hudební skladatel a klavírista (* 11. srpna 1843)
- 18. ledna – Štefan Furdek, kněz, spisovatel a organizátor komunity slovenských imigrantů v USA (* 2. září 1855)
- 24. ledna – Arthur Auwers, německý astronom (* 12. září 1838)
- 28. ledna – Nikolaj Umov, ruský fyzik (* 4. února 1846)
- 3. února – Danilo Ilić, strůjce atentátu na Františka Ferdinanda d'Este (* 1891)
- 7. února – Cemile Sultan, osmanská princezna a dcera sultána Abdulmecida I. (* 18. srpna 1843)
- 12. února – Émile Waldteufel, francouzský skladatel (* 9. prosince 1837)
- 14. února – Teresa Titos Garzón, španělská řeholnice (* 4. ledna 1852)
- 18. února – Harry Ward Leonard, americký elektrotechnik a vynálezce (* 8. února 1861)
- 19. února – Gópál Krišna Gókhalé, představitel indického hnutí za nezávislost (* 9. května 1866)
- 6. března – George Cadogan, 5. hrabě Cadogan, britský politik a šlechtic (* 12. května 1840)
- 11. března – Ankó Itosu, tvůrce moderního karate (* 1831)
- 12. března – Ferdinand Karel Habsbursko-Lotrinský, rakouský arcivévoda známý pod jménem Ferdinand Burg (* 27. prosince 1868)
- 13. března
  - Ján Bahýľ, slovenský konstruktér a vynálezce (* 25. května 1856)
  - Sergej Witte, premiér Ruska (* 29. června 1849)
- 14. března
  - Fernando Tarrida del Mármol, kubánský anarchistický spisovatel (* 2. srpna 1861)
  - Lincoln Beachey, americký průkopník letectví (* 3. března 1887)
- 18. března – Otto Eduard Weddigen, ponorkový velitel císařského Německa (* 15. září 1882)
- 21. března – Frederick Winslow Taylor, americký manažer (* 20. března 1856)
- 25. března – Placido Riccardi, italský řeholník, blahoslavený katolické církve (* 24. června 1844)
- 31. března – Wyndham Halswelle, britský olympijský vítěz v běhu na 400 metrů (* 30. května 1882)
- 3. dubna – Nadežda Petrović, srbská malířka přelomu 19. a 20. století (* 12. října 1873)
- 6. dubna – Musa Ćazim Ćatić, bosenský básník, novinář a překladatel (* 12. března 1878)
- 8. dubna – Louis Pergaud, francouzský spisovatel (* 22. ledna 1882)
- 16. dubna – Richard Lydekker, britský přírodovědec (* 25. července 1849)
- 27. dubna – Alexandr Nikolajevič Skrjabin, ruský klavírista a hudební skladatel (* 6. ledna 1872)
- 29. dubna – Şehzade Mehmed Selaheddin, jediný syn osmanského sultána Murada V. (* 6. srpna 1861)
- 9. května
  - Tony Wilding, australský tenista (* 31. října 1883)
  - François Faber lucemburský cyklista (* 26. ledna 1887)
- 10. května – Karl Lamprecht, německý historik (* 25. února 1856)
- 21. května – Knud Knudsen, norský fotograf (* 3. ledna 1832)
- 23. května – Pierre-Émile Martin, francouzský inženýr, metalurg (* 18. srpna 1824)
- 2. června – Jules Bourdais, francouzský architekt (* 6. dubna 1835)
- 9. června – Hugo Glanz von Eicha, předlitavský šlechtic a politik (* 9. prosince 1848)
- 20. června – Emil Rathenau, německý vynálezce a průmyslník (* 11. prosince 1838)
- 2. července – Porfirio Díaz, mexický prezident (* 15. září 1830)
- 6. července
  - Arthur Bylandt-Rheidt, předlitavský státní úředník a politik (* 3. února 1854)
  - Lawrence Hargrave, australský astronom, letecký průkopník a konstruktér (* 29. ledna 1850)
- 7. července – William Downey, anglický portrétní fotograf (* 14. července 1829)
- 9. července – Carl Walther, německý puškař (* 22. listopadu 1859)
- 16. července – Ellen G. Whiteová, americká přední osobnost adventizmu sedmého dne (* 26. listopadu 1827)
- 17. července – Marie Karolína Rakouská, rakouská arcivévodkyně, vnučka císaře Leopolda II. (* 10. září 1825)
- 21. července – William Leggo, kanadský tiskař a vynálezce (* 25. ledna 1830)
- 22. července – Sandford Fleming, kanadský inženýr a vynálezce (* 7. ledna 1827)
- 8. srpna – Egon Lerch, rakousko-uherský ponorkový velitel (* 19. června 1886)
- 10. srpna – Henry Moseley, britský fyzik (* 23. listopadu 1887)
- 16. srpna – Ferdinand Bischoff, profesor rakouského práva, rektor Univerzity ve Štýrském Hradci (* 24. dubna 1826)
- 19. srpna
  - Julius von Payer, německý objevitel, kartograf a malíř pocházející z Čech (* 2. září 1841)
  - Serafino Vannutelli, italský kardinál (* 26. listopadu 1834)
- 20. srpna – Paul Ehrlich, německý chemik, sérolog a imunolog, Nobelova cena za fyziologii nebo lékařství 1908 (* 14. března 1854)
- 23. srpna – Eugène Ducretet, francouzský vynálezce (* 27. listopadu 1844)
- 31. srpna – Adolphe Pégoud, francouzský stíhací pilot (* 13. června 1889)
- 5. září – David Bedell-Sivright, skotský ragbista (* 8. prosince 1880)
- 6. září – Paul d'Ivoi, francouzský spisovatel (* 25. října 1856)
- 8. září – Hugo Schiff, německý chemik (* 26. dubna 1834)
- 11. září – William Cornelius Van Horne, vedoucí osobnost severoamerických železničních společností (* 3. února 1843)
- 15. září – Benedetto Lorenzelli, italský filozof, právník, diplomat a teolog (* 11. května 1853)
- 17. září – Remy de Gourmont, francouzský spisovatel (* 4. dubna 1858)
- 24. září – Pjotr Durnovo, ruský politik a ministr vnitra (* 5. dubna 1845)
- 5. října – José María Usandizaga, španělský hudební skladatel a klavírista (* 31. března 1887)
- 11. října
  - Jean-Henri Fabre, francouzský entomolog (* 22. prosince 1823)
  - Onofrio Abbate, italský lékař, přírodovědec a spisovatel (* 29. února 1824)
- 12. října – Ludvík Salvátor Toskánský, rakouský arcivévoda, cestovatel, etnograf, geograf a spisovatel (* 4. srpna 1847)
- 12. října – Byla popravena britská zdravotnice Edith Cavellová (* 4. prosince 1865)
- 22. října – Wilhelm Windelband, německý filozof (* 11. května 1848)
- 23. října – William Gilbert Grace, anglický lékař a hráč kriketu (* 18. července 1848)
- 24. října – Désiré Charnay, francouzský cestovatel, archeolog a fotograf (* 2. května 1828)
- 14. listopadu
  - Teodor Leszetycki, polský pianista, skladatel a hudební pedagog (* 22. června 1830)
  - Booker T. Washington, americký politik, pedagog a spisovatel (* 5. dubna 1856)
- 18. listopadu – Karol Brančík, slovenský lékař a přírodovědec (* 13. března 1842)
- 22. listopadu – Josef Kalousek, český historik (* 2. dubna 1838)
- 24. listopadu – Gabriel Max, česko-německý malíř (* 23. srpna 1840)
- 25. listopadu – Michel Bréal, francouzský filolog (* 26. března 1832)
- 29. listopadu – Luigi Capuana, sicilský spisovatel a novinář (* 28. května 1839)
- 19. prosince – Alois Alzheimer, německý psychiatr (* 14. června 1864)
- 26. prosince
  - Alexander Mocsáry, maďarský entomolog (* 27. září 1841)
  - Arnošt Filip Hohenlohe, německý šlechtic a dědičný bavorský princ (* 5. června 1853)
- ? – Lotten von Düben, švédská portrétní fotografka (* 1828)
- ? – Elizabeth Flint Wade, americká spisovatelka a fotografka (* 29. října 1852)
- ? – Elmer Chickering, americký fotograf (* 1857)

## Hlavy států
- České království – František Josef I.
- Papež – Benedikt XV.
- Království Velké Británie – Jiří V.
- Francouzské království –
- Uherské království – František Josef I.
- Rakouské císařství – František Josef I.
- Japonsko – Císař Taišó